# Geelnekprieelvogel
De geelnekprieelvogel (Sericulus chrysocephalus) is een zangvogel uit de familie prieelvogels (Ptilonorhynchidae).

## Kenmerken

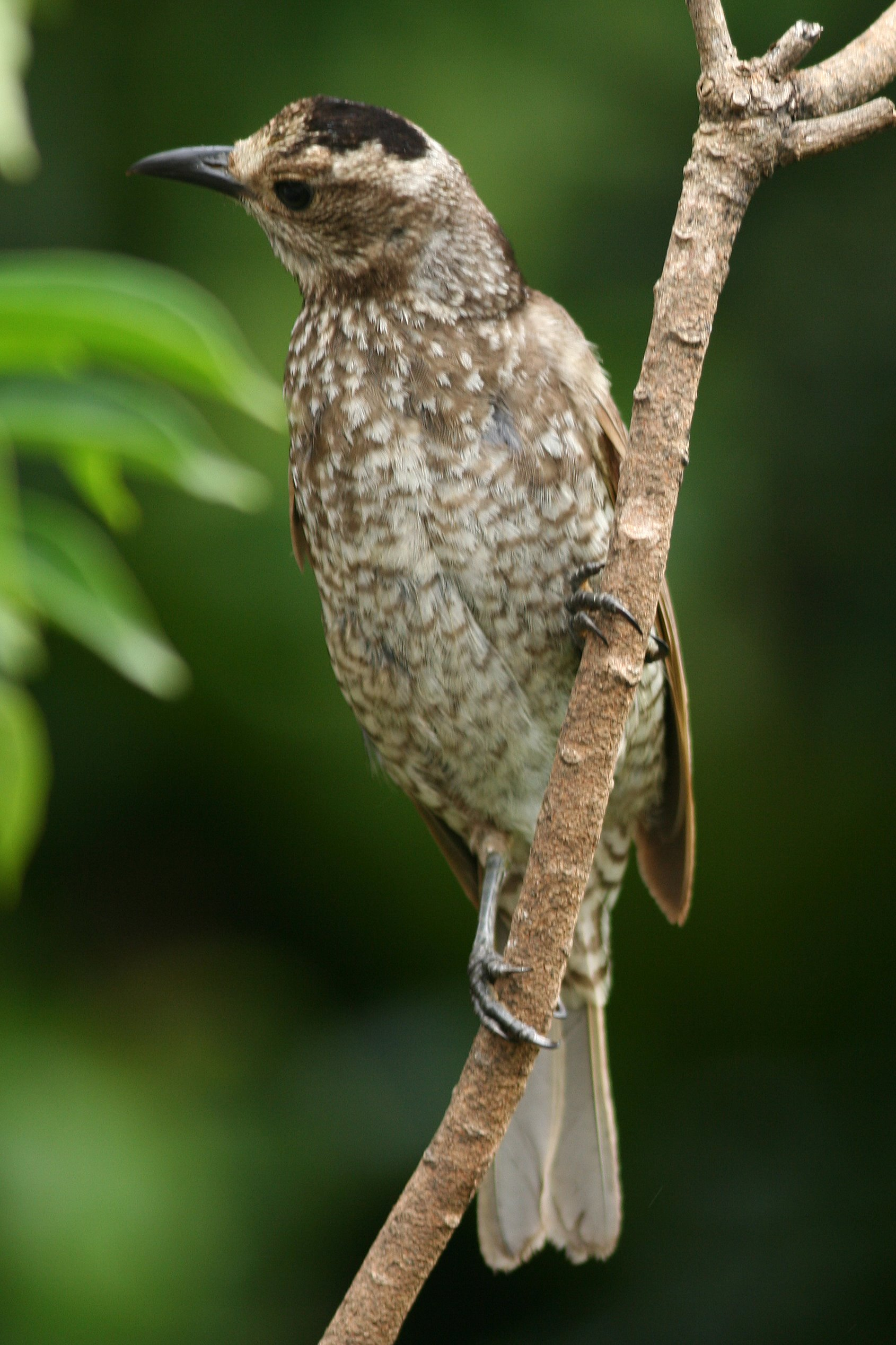
vrouwtje

De geelnekprieelvogel is een middelgrote zangvogel met een lengte van 25 tot 30 centimeter. Deze soort vertoont seksuele dimorfie. Het mannetje is voornamelijk glanzend zwart met goudgele kruin, nek en vleugels. De snavel is oranje geel en de iris is geel. Het vrouwtje verschilt sterk van het mannetje, ze is bruin met witte markeringen en heeft een zwarte kruin en donker bruine snavel. Beide geslachten hebben grijze poten.

## Verspreiding en leefgebied
Deze vogel is endemisch in Australië, waar hij voorkomt van zuidoost  Queensland tot New South Wales. De natuurlijke habitat bestaat vooral uit laagland regenwoud. De habitats bevinden zich op een hoogte tot 900 meter boven zeeniveau.

## Voeding
De geelnekprieelvogel voedt zich voornamelijk met bessen en insecten.

## Status
De grootte van de populatie is niet gekwantificeerd, maar door habitatverlies nemen de aantallen – hetzij minder snel – af. Om deze redenen staat de geelnekprieelvogel als niet bedreigd op de Rode Lijst van de IUCN.